# Іванівська вулиця (Київ)
Іва́нівська ву́лиця — зникла вулиця, що існувала в Залізничному, нині Солом'янському районі Києва, місцевість Чоколівка. Пролягала від Волинської вулиці до кінця забудови (проходила в кварталі між Смілянською та Фастівською вулицями).

## Історія
Вулиця виникла на початку ХХ століття під також ж назвою. На карті 1943 року підписана як Іванківська, у довіднику «Вулиці Києва» 1958 року — Іванівська, довідники «Вулиці Києва» 1975 та 1979 років фіксують її як Івановську. Ліквідована разом із навколишньою малоповерховою забудовою 1981 року.